# Poland Darts Masters
Poland Darts Masters – nierankingowy telewizyjny turniej darterski organizowany przez federację PDC od 2023 roku, należący do grupy turniejów z serii World Series of Darts. Sponsorem tytularnym turnieju od pierwszej edycji są zakłady bukmacherskie Superbet, w związku z czym obowiązuje nazwa marketingowa Superbet Poland Darts Masters.
Aktualnym mistrzem turnieju jest Walijczyk Gerwyn Price, który w 2025 roku pokonał w finale Anglika Stephena Buntinga 8:7.

## Lista finałów
| Rok  | Edycja | Data       | Zwycięzca          | Wynik | Finalista             | Sponsor  | Pula nagród | Pula nagród | Pula nagród | Arena                  |
| Rok  | Edycja | Data       | Zwycięzca          | Wynik | Finalista             | Sponsor  | Suma        | Mistrz      | Finalista   | Arena                  |
| ---- | ------ | ---------- | ------------------ | ----- | --------------------- | -------- | ----------- | ----------- | ----------- | ---------------------- |
| 2023 | 1      | 7 lipca    | Michael van Gerwen | 8:3   | Dimitri Van den Bergh | Superbet | £60,000     | £20,000     | £10,000     | Warszawa, COS Torwar   |
| 2024 | 2      | 15 czerwca | Luke Littler       | 8:3   | Rob Cross             | Superbet | £60,000     | £20,000     | £10,000     | Gliwice, PreZero Arena |
| 2025 | 3      | 5 lipca    | Gerwyn Price       | 8:7   | Stephen Bunting       | Superbet | £100,000    | £30,000     | £16,000     | Gliwice, PreZero Arena |

## Statystyki

### Finaliści
| Miejsce | Darter                | Zwycięstw | Przegranych | Finałów |
| ------- | --------------------- | --------- | ----------- | ------- |
| 1.      | Michael van Gerwen    | 1         | 0           | 1       |
| 1.      | Luke Littler          | 1         | 0           | 1       |
| 1.      | Stephen Bunting       | 1         | 0           | 1       |
| 3.      | Dimitri Van den Bergh | 0         | 1           | 1       |
| 3.      | Rob Cross             | 0         | 1           | 1       |
| 3.      | Gerwyn Price          | 0         | 1           | 1       |

### Najlepsze indywidualne średnie meczowe
| Średnie 100+ pojedynczego meczu | Średnie 100+ pojedynczego meczu | Średnie 100+ pojedynczego meczu | Średnie 100+ pojedynczego meczu | Średnie 100+ pojedynczego meczu |
| Średnia                         | Darter                          | Runda i rok                     | Rywal                           | Wynik                           |
| ------------------------------- | ------------------------------- | ------------------------------- | ------------------------------- | ------------------------------- |
| 113.22                          | Michael van Gerwen              | finał 2023                      | Dimitri Van den Bergh           | 8:3                             |
| 110.79                          | Michael van Gerwen              | ćwierćfinał 2023                | Luke Humphries                  | 6:2                             |
| 109.98                          | Michael van Gerwen              | ćwierćfinał 2024                | Boris Krčmar                    | 6:0                             |
| 109.73                          | Peter Wright                    | ćwierćfinał 2024                | Luke Littler                    | 3:6                             |
| 106.68                          | Rob Cross                       | półfinał 2024                   | Michael van Gerwen              | 7:2                             |
| 105.87                          | Nathan Aspinall                 | 1. runda 2023                   | Boris Krčmar                    | 6:2                             |
| 105.31                          | Dimitri Van den Bergh           | 1. runda 2023                   | Karel Sedláček                  | 6:4                             |
| 104.97                          | Luke Humphries                  | ćwierćfinał 2023                | Michael van Gerwen              | 2:6                             |
| 104.88                          | Luke Littler                    | ćwierćfinał 2025                | Nathan Aspinall                 | 6:3                             |
| 104.29                          | Gerwyn Price                    | ćwierćfinał 2025                | Chris Dobey                     | 6:2                             |
| 104.12                          | Stephen Bunting                 | półfinał 2025                   | Luke Littler                    | 7:3                             |
| 104.02                          | Michael van Gerwen              | półfinał 2023                   | Michael Smith                   | 7:3                             |
| 103.36                          | Danny Noppert                   | ćwierćfinał 2023                | Michael Smith                   | 4:6                             |
| 103.12                          | Gerwyn Price                    | finał 2025                      | Stephen Bunting                 | 8:7                             |
| 101.84                          | Luke Littler                    | finał 2024                      | Rob Cross                       | 8:3                             |
| 101.53                          | Michael Smith                   | półfinał 2024                   | Luke Littler                    | 6:7                             |
| 101.13                          | Luke Littler                    | półfinał 2024                   | Michael Smith                   | 7:6                             |
| 101.07                          | Dimitri Van den Bergh           | finał 2023                      | Michael van Gerwen              | 3:8                             |
| 100.84                          | Chris Dobey                     | 1. runda 2025                   | György Jehirszki                | 6:1                             |
| 100.68                          | Gerwyn Price                    | półfinał 2025                   | Rob Cross                       | 7:3                             |
| 100.31                          | Krzysztof Ratajski              | 1. runda 2025                   | Jonny Clayton                   | 6:3                             |
| 100.18                          | Boris Krčmar                    | 1. runda 2023                   | Nathan Aspinall                 | 2:6                             |
| 100.09                          | Luke Littler                    | półfinał 2025                   | Stephen Bunting                 | 3:7                             |

## Wyniki
| Narodowość | Darter                | Typ                      | 2023        | 2024        | 2025        |
| ---------- | --------------------- | ------------------------ | ----------- | ----------- | ----------- |
| Anglia     | Chris Dobey           | Gwiazda PDC              | -           | -           | ćwierćfinał |
| Holandia   | Danny Noppert         | Gwiazda PDC              | ćwierćfinał | -           | -           |
| Belgia     | Dimitri Van den Bergh | Gwiazda PDC              | finał       | -           | -           |
| Walia      | Gerwyn Price          | Gwiazda PDC              | półfinał    | -           | wygrana     |
| Walia      | Jonny Clayton         | Gwiazda PDC              | -           | -           | 1. runda    |
| Anglia     | Luke Humphries        | Gwiazda PDC              | ćwierćfinał | ćwierćfinał | -           |
| Anglia     | Luke Littler          | Gwiazda PDC              | -           | wygrana     | półfinał    |
| Holandia   | Michael van Gerwen    | Gwiazda PDC              | wygrana     | półfinał    | ćwierćfinał |
| Anglia     | Michael Smith         | Gwiazda PDC              | półfinał    | półfinał    | -           |
| Anglia     | Nathan Aspinall       | Gwiazda PDC              | ćwierćfinał | 1. runda    | ćwierćfinał |
| Szkocja    | Peter Wright          | Gwiazda PDC              | -           | ćwierćfinał | -           |
| Anglia     | Rob Cross             | Gwiazda PDC              | 1. runda    | finał       | półfinał    |
| Anglia     | Stephen Bunting       | Gwiazda PDC              | -           | ćwierćfinał | finał       |
| Czechy     | Adam Gawlas           | Posiadacz karty Pro Tour | 1. runda    | 1. runda    | -           |
| Chorwacja  | Boris Krčmar          | Posiadacz karty Pro Tour | 1. runda    | ćwierćfinał | -           |
| Czechy     | Karel Sedláček        | Posiadacz karty Pro Tour | 1. runda    | 1. runda    | 1. runda    |
| Polska     | Krzysztof Ratajski    | Posiadacz karty Pro Tour | ćwierćfinał | 1. runda    | ćwierćfinał |
| Chorwacja  | Pero Ljubić           | Posiadacz karty Pro Tour | -           | -           | 1. runda    |
| Polska     | Radek Szagański       | Posiadacz karty Pro Tour | 1. runda    | 1. runda    | 1. runda    |
| Polska     | Sebastian Białecki    | Posiadacz karty Pro Tour | -           | 1. runda    | 1. runda    |
| Polska     | Tytus Kanik           | Posiadacz karty Pro Tour | -           | -           | 1. runda    |
| Polska     | Krzysztof Kciuk       | Polski kwalifikant       | 1. runda    | -           | 1. runda    |
| Polska     | Jacek Krupka          | Polski kwalifikant       | -           | 1. runda    | -           |
| Polska     | Łukasz Wacławski      | Polski kwalifikant       | 1. runda-   | -           | -           |
| Węgry      | Nándor Major          | Węgierski kwalifikant    | 1. runda    | -           | -           |
| Węgry      | György Jehirszki      | Węgierski kwalifikant    | -           | 1. runda    | 1. runda    |

## Występy Polaków

### 2023
| Darter             | 1. runda        | ćwierćfinał           | półfinał | finał |
| ------------------ | --------------- | --------------------- | -------- | ----- |
| Krzysztof Ratajski | 6:3 vs. Cross   | 3:6 vs. Van den Bergh | -        | -     |
| Łukasz Wacławski   | 3:6 vs. Price   | -                     | -        | -     |
| Radek Szagański    | 2:6 vs. Noppert | -                     | -        | -     |
| Krzysztof Kciuk    | 1:6 vs. Smith   | -                     | -        | -     |

### 2024
| Darter             | 1. runda        | ćwierćfinał | półfinał | finał |
| ------------------ | --------------- | ----------- | -------- | ----- |
| Radek Szagański    | 4:6 vs. Smith   | -           | -        | -     |
| Krzysztof Ratajski | 1:6 vs. Bunting | -           | -        | -     |
| Sebastian Białecki | 1:6 vs. Cross   | -           | -        | -     |
| Jacek Krupka       | 0:6 vs. Wright  | -           | -        | -     |

### 2025
| Darter             | 1. runda         | ćwierćfinał     | półfinał | finał |
| ------------------ | ---------------- | --------------- | -------- | ----- |
| Krzysztof Ratajski | 6:3 vs. Clayton  | 5:6 vs. Bunting | -        | -     |
| Radek Szagański    | 4:6 vs. Aspinall | -               | -        | -     |
| Tytus Kanik        | 3:6 vs. Bunting  | -               | -        | -     |
| Sebastian Białecki | 3:6 vs. Price    | -               | -        | -     |
| Krzysztof Kciuk    | 2:6 vs. Cross    | -               | -        | -     |